# Eduardo Dato Iradier
Eduardo Dato Iradier (ur. 12 sierpnia 1856 w A Coruña, zm. 8 marca 1921 w Madrycie) – hiszpański polityk i prawnik, trzykrotny premier Hiszpanii (1913-1915, 1917 i 1920-1921).

## Życiorys
W 1883 został deputowanym do Kortezów z ramienia Partii Konserwatywnej, 1899-1900 pełnił funkcję ministra spraw wewnętrznych. Sprawują to stanowisko, wprowadził program reform socjalnych, m.in. reformę systemu bezpieczeństwa pracy i ograniczenie pracy dzieci. W latach 1902–1903 był ministrem sprawiedliwości, a 1913-1915 i 1917 premierem. Po objęciu przez niego po raz pierwszy fotelu premiera w Partii Konserwatywnej nastąpił rozłam na frakcje Dato Iradiera i Antonia Maury. Rząd Dato Iradiera w 1914 zezwolił na utworzenie katalońskiej wspólnoty administracyjnej (Mancomunitat) i ogłosił neutralność Hiszpanii w I wojnie światowej, a 1917 zastosował radykalne środki w celu stłumienia strajku generalnego. W 1918 Dato Iradier był ministrem spraw zagranicznych, a 1920-1921 ponownie premierem. Został zamordowany przez katalońskich anarchistów.